# Elecciones federales de México de 2024

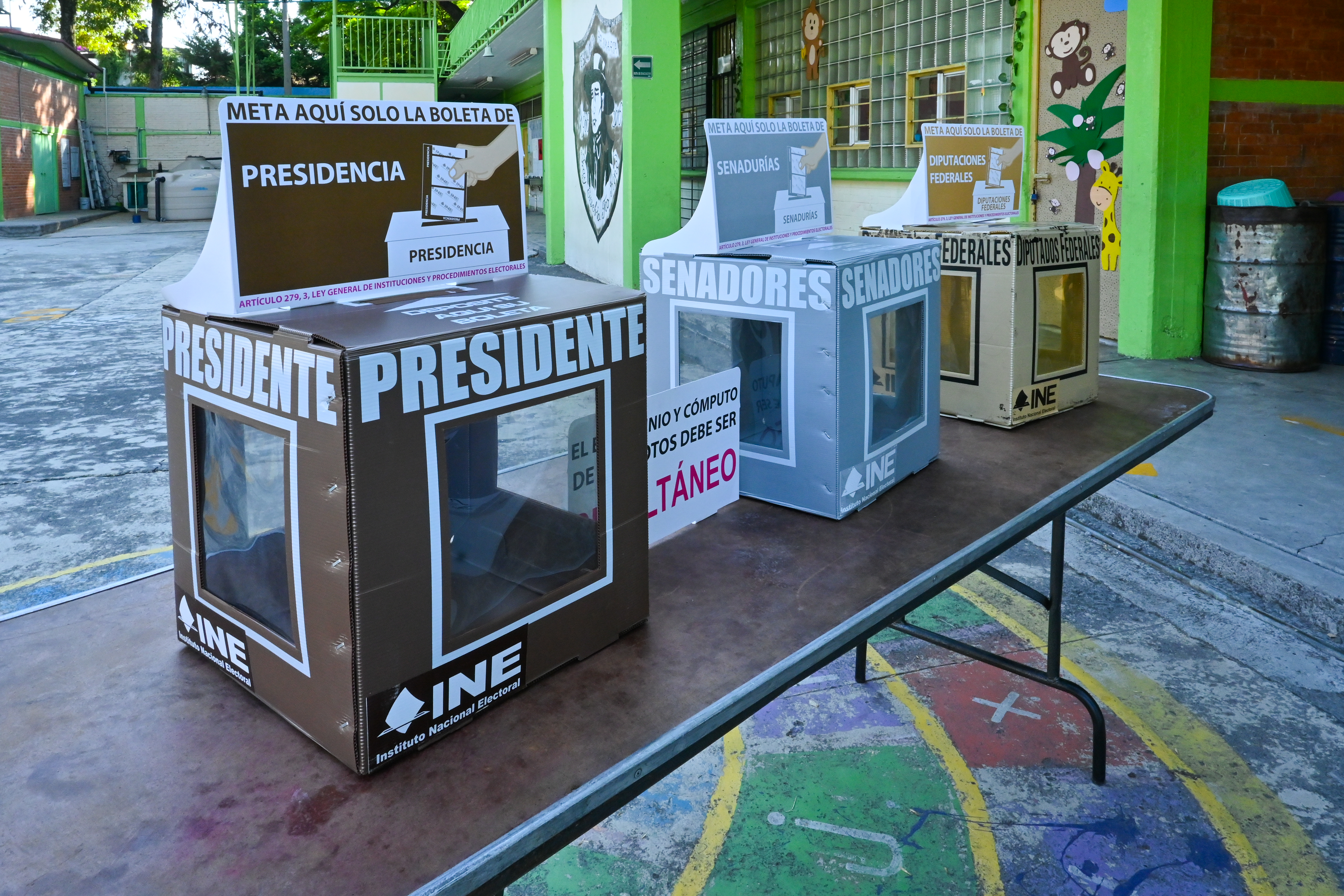
Urnas de elección federal en la Ciudad de México.

Las elecciones federales de México de 2024, oficialmente Proceso Electoral Federal 2023-2024, fue el proceso electoral que se llevó a cabo el domingo 2 de junio de 2024 en México bajo la organización del Instituto Nacional Electoral (INE). En ellas se renovaron los siguientes cargos públicos de nivel federal:
- Presidencia de México. Jefe de Estado y de Gobierno de México, electo para un periodo de seis años sin posibilidad de reelección, a iniciar su mandato el 1 de octubre de 2024.[5] La candidata electa fue Claudia Sheinbaum Pardo.[6]
- 128 senadurías. Miembros de la cámara alta del Congreso de la Unión. Dos senadurías de mayoría simple y una senaduría de primera minoría por cada una de las 32 entidades federativas de México. Además de 32 senadurías de representación proporcional. Electos para un periodo de seis años con posibilidad a una única reelección consecutiva, a iniciar su mandato el 1 de septiembre de 2024.
- 500 diputaciones federales. Miembros de la cámara baja del Congreso de la Unión, 300 elegidos por mayoría simple y 200 mediante el principio de representación proporcional a partir de cinco listas regionales por partido, a iniciar su mandato el 1 de septiembre de 2024. Todos ellos electos para un periodo de tres años con posibilidad de reelección por hasta tres periodos consecutivos adicionales. Ningún partido podrá tener más de 300 diputados en la cámara baja.

El INE declaró formalmente iniciado el proceso el 7 de septiembre de 2023. Esta será la primera ocasión en que las elecciones a nivel estatal y federal se realizarán simultáneamente en las 32 entidades del país. Además, el INE tiene previsto implementar iniciativas inéditas, tales como permitir el sufragio a personas en prisión preventiva, habilitar el voto anticipado y expandir el voto de ciudadanos mexicanos residentes en el extranjero a través de tres diferentes modalidades.
El INE dio a conocer los resultados preliminares el día 2 de junio del 2024 a las 23:30 horas (tiempo del centro de México), dando como ganadora a Claudia Sheinbaum, convirtiéndose en la primera presidenta que gobernará México, después de 200 años de sistema republicano. Además, ella también es la primera persona de origen judío que presidirá el país.

## Legislación

### Votantes
La Constitución Política de los Estados Unidos Mexicanos establece en su artículo 35 el derecho de todos los ciudadanos —mexicanos mayores de 18 años y con «un modo honesto de vivir»— a votar en las elecciones populares. En este sentido, la Ley General de Instituciones y Procedimientos Electorales determina que votar es «un derecho y una obligación que se ejerce para integrar órganos del Estado de elección popular», indica que el voto en México es «universal, libre, secreto, directo, personal e intransferible» y señala que, para ejercerlo, los ciudadanos deben estar registrados en el Registro Federal de Electores y contar con una credencial para votar.

### Sistema electoral
El sistema electoral mexicano es mixto, ya que utiliza diversos «mecanismos para convertir los votos en puestos de representación» —mayoría relativa, representación proporcional y primera minoría—. Mientras que la presidencia de México es elegida «por mayoría relativa y voto directo de los ciudadanos mexicanos», la Constitución Política establece en su artículo 52 que la Cámara de Diputados estará integrada por 300 diputados electos por «votación mayoritaria relativa» —«mediante el sistema de distritos electorales uninominales»— y 200 por el principio de representación proporcional, votados en circunscripciones plurinominales.
Por su parte, el artículo 56 determina que la Cámara de Senadores se integrará de 128 senadores, 32 electos por representación proporcional y, de los restantes, tres por cada estado de la República, dos serán elegidos por mayoría relativa y uno será asignado a la primera minoría —candidatos del partido político que ocupe el segundo lugar en el número de votos recibidos—.
El Instituto Nacional Electoral (INE) es el organismo encargado de las elecciones federales en México. Entre sus responsabilidades se encuentran la preparación de la jornada electoral, la impresión de documentos y la producción de materiales electorales, los escrutinios y cómputos, y la declaración de validez.

## Organización

### Partidos políticos

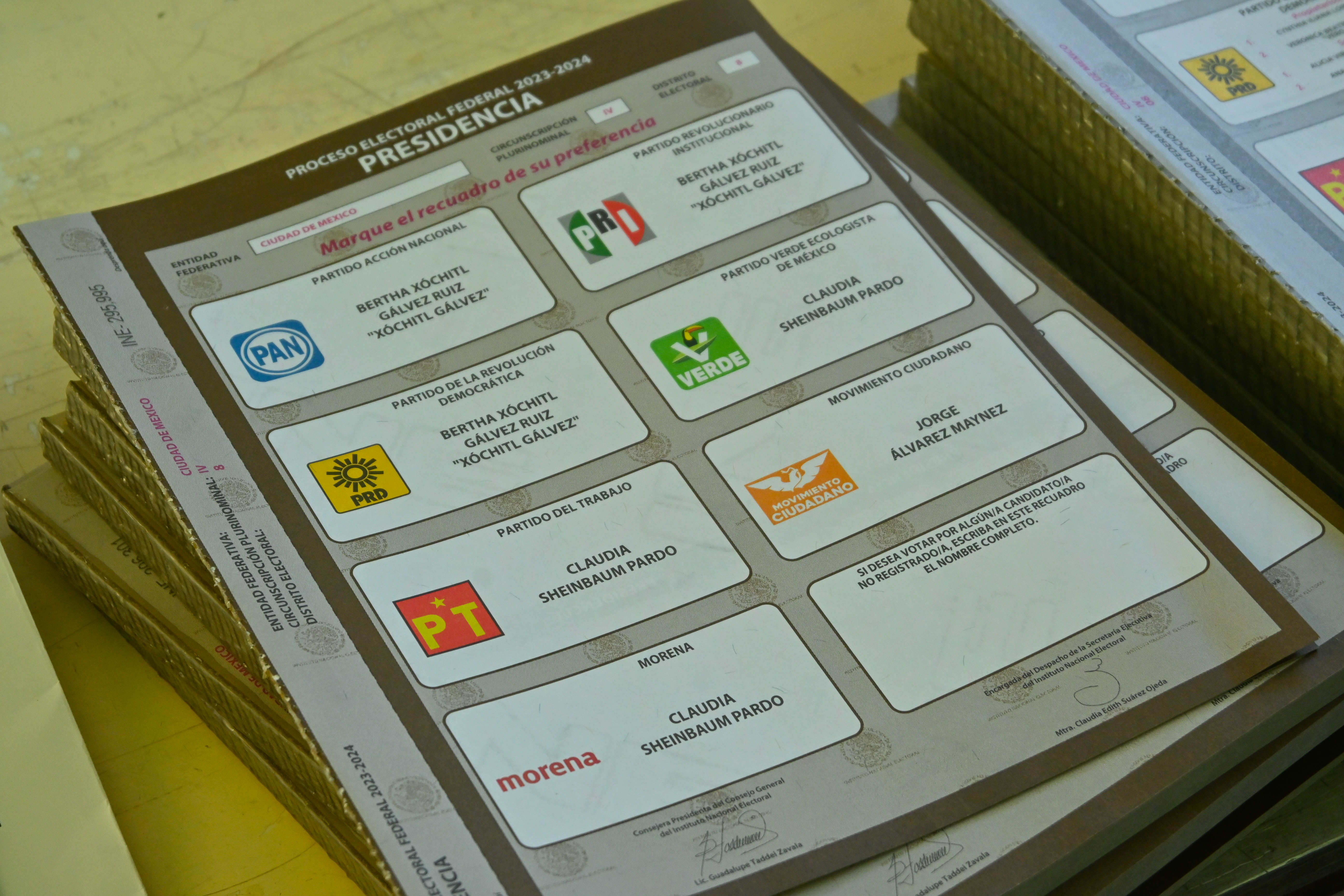
Boletas utilizadas en la elección del 2 de junio de 2024.

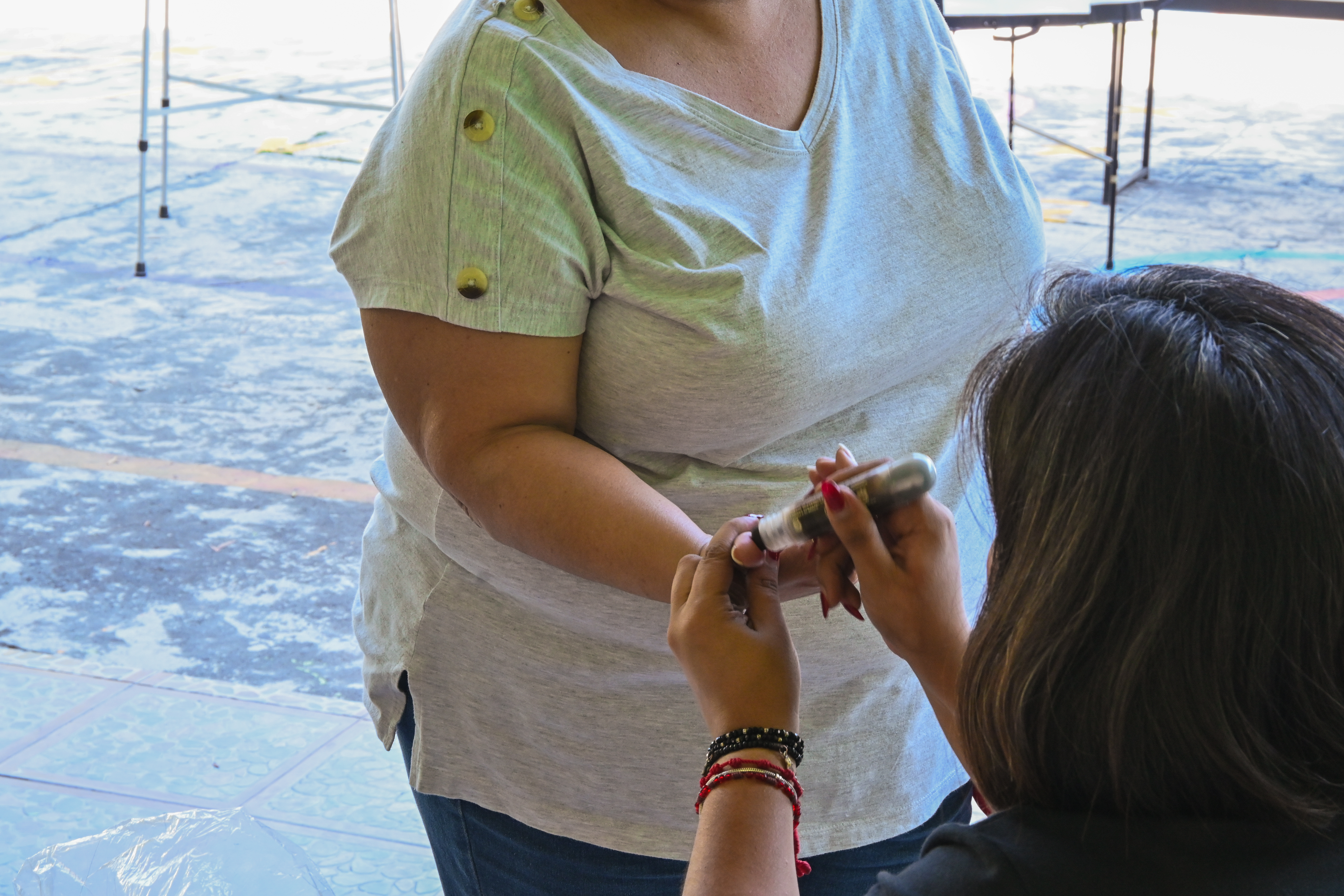
Persona recibe tinta electoral en el pulgar luego de emtir su voto.

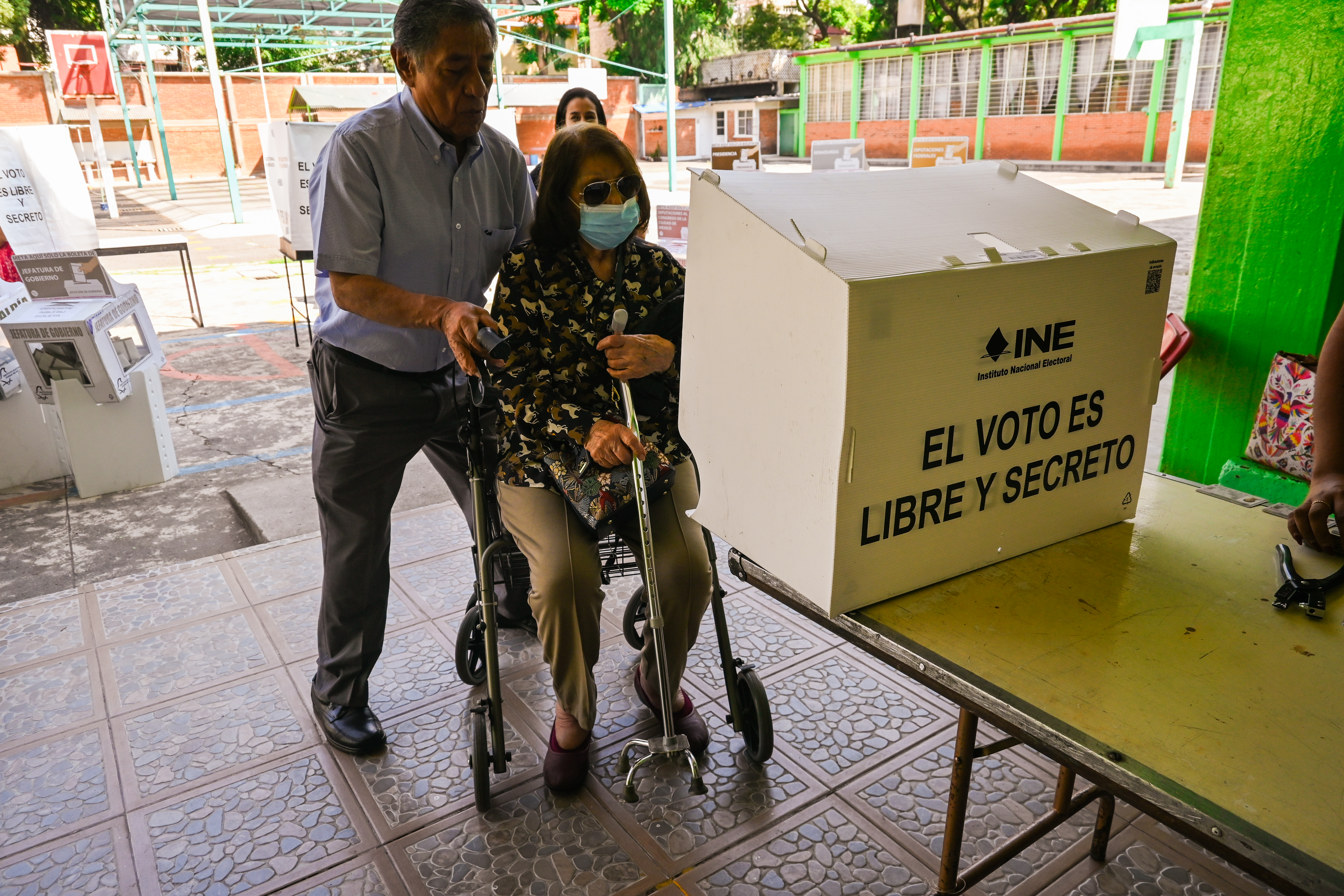
Votante en silla de ruedas utiliza una casilla adaptada.

En las elecciones tienen derecho a participar los siete partidos políticos nacionales con registro ante el Instituto Nacional Electoral: Partido Acción Nacional (PAN), Partido Revolucionario Institucional (PRI), Partido de la Revolución Democrática (PRD), Partido del Trabajo (PT), Partido Verde Ecologista de México (PVEM), Movimiento Ciudadano (MC) y Morena. Estos pueden participar en solitario o en coalición. En este sentido, la Ley General de Partidos Políticos establece, en su artículo 87, que los «partidos políticos nacionales podrán formar coaliciones para las elecciones de Presidente de los Estados Unidos Mexicanos [...]», mediante «solicitud de registro del convenio de coalición» ante el órgano electoral.

### Distritación electoral
Para la elección de diputados federales el país se divide en 300 distritos electorales federales. Para integrarlos, cada distrito debe pertenecer a una única entidad federativa, mantener continuidad geográfica, conservar la unidad de las poblaciones indígenas y repartirse equitativamente la población del país entre cada distrito. En diciembre de 2022 el Instituto Nacional Electoral actualizó la distritación federal de México en apego al censo de 2020 realizado por el Instituto Nacional de Estadística y Geografía. La nueva distritación concede un diputado más a los estados de Baja California, Coahuila, Puebla, Querétaro y Yucatán. Y dos más al estado de Nuevo León respecto a la distritación previa. Adicionalmente reduce la representación de los estados de Guerrero, México, Michoacán, Tamaulipas y Veracruz en un diputado, y de la Ciudad de México en dos.

### Candidaturas independientes
El artículo tercero de la Ley General de Instituciones y Procedimientos Electorales establece el «derecho de los ciudadanos a ser votados para todos los puestos de elección popular, teniendo las calidades que establece la ley de la materia y solicitar su registro de manera independiente, cuando cumplan los requisitos, condiciones y términos que determine esta Ley». El artículo 362 permite la participación de candidatos independientes en las elecciones presidenciales.

### Modalidades de votación
Para participar en las elecciones, los ciudadanos deberán acudir a las casillas con su credencial de elector para votar por los diferentes cargos en disputa. Sin embargo, el INE ha implementado diversas modalidades de votación para los ciudadanos que no puedan acudir personalmente a emitir su voto.
- Voto anticipado: Esta medida permite a las personas con limitaciones físicas o discapacidades que les impidan acudir a las casillas el día de la elección, emitir su voto con anticipación.[20] El mecanismo se realiza a través de un sistema postal, en el que el material electoral se envía al domicilio del votante.[21]
- Voto en prisión preventiva: Las personas en prisión preventiva también pueden votar de manera anticipada, recibiendo un sobre con las boletas y un instructivo. Esta fue la primera vez que el INE llevó a cabo la credencialización de personas en prisión preventiva. El objetivo es garantizar el derecho político-electoral al voto activo de las personas recluidas que no han sido condenadas por un delito.[22]
- Voto de mexicanos en el extranjero: Los ciudadanos mexicanos que residen en el extranjero y se encuentran en pleno goce de sus derechos políticos pueden ejercer su derecho al voto a través de varias modalidades.[23] Estos electores deberán estar registrados en la sección del Padrón Electoral de Ciudadanos Residentes en el Extranjero y podrán emitir su voto de manera presencial, electrónica o postal para la presidencia, senadurías y diputaciones, así como en las elecciones locales.

### Listas nominales de electores
El 30 de abril de 2024, el INE anunció que la Lista Nominal de Electores Definitiva con Fotografía, válida para el día de la jornada electoral, cuenta con 98 millones 329 mil 591 registros en el territorio nacional. Además, se crearon listas nominales específicas para electores residentes en el extranjero (187 mil 388), electores en prisión preventiva (30 mil 391) y electores con voto anticipado (4 mil 2 ciudadanos).

## Procesos internos de selección
En junio de 2023 las coaliciones «Juntos Hacemos Historia» y «Frente Amplio por México» anunciaron sendos procesos internos para la selección del representante de su respectiva alianza. Estos procesos han sido interpretados como una elección de candidato presidencial de facto y fueron cuestionados por posiblemente violar la legislación electoral debido a que los procesos se realizan meses antes del periodo legal para la selección de candidatos presidenciales. Ante las denuncias presentadas, el Instituto Nacional Electoral analizó el caso y decidió autorizar los procesos internos de selección siempre que estos no se promocionaran explícitamente como eventos de campaña presidencial ni llamaran a votar por un partido o persona. Aunque posteriormente el Instituto Nacional Electoral sí emitió varias multas hacia participantes específicos por incumplir las limitantes establecidas sobre los procesos internos de selección.

### Sigamos Haciendo Historia
El 11 de junio de 2023 la coalición «Juntos Hacemos Historia», integrada por el partido Movimiento Regeneración Nacional, el Partido del Trabajo y el Partido Verde Ecologista de México, anunció la creación del cargo de «Coordinador nacional de los comités de la defensa de la cuarta transformación» y un proceso interno de selección para designar al titular del puesto. La participación en el proceso estuvo restringida a seis candidatos invitados personalmente por el comité organizador. Participaron la jefa de gobierno de la Ciudad de México, Claudia Sheinbaum; el secretario de relaciones exteriores, Marcelo Ebrard; el secretario de gobernación, Adán Augusto López; el diputado federal Gerardo Fernández Noroña y los senadores Ricardo Monreal y Manuel Velasco Coello.
Las campañas de promoción se realizaron del 19 de junio al 27 de agosto y tuvieron como condición que los seis aspirantes renunciaran a sus cargos políticos antes de participar en el proceso. Para seleccionar al ganador la coalición organizó una encuesta la cual se llevó a cabo del 28 de agosto al 4 de septiembre. En paralelo se ejecutaron otras cuatro encuestas hechas por casas demoscópicas propuestas por los aspirantes para comprobar la legitimidad de los resultados. El 6 de septiembre la coalición anunció a Claudia Sheinbaum como la ganadora.
El 19 de noviembre se registró la alianza bajo el nombre de «Sigamos Haciendo Historia».

### Fuerza y Corazón por México
El 26 de junio de 2023 el «Frente Amplio por México», integrado por el Partido Acción Nacional, el Partido Revolucionario Institucional y el Partido de la Revolución Democrática, anunció la selección del «Responsable nacional para la construcción del Frente Amplio por México». La inscripción en el proceso estuvo abierta a toda la ciudadanía. Los trece aspirantes aprobados tuvieron que acumular entre el 12 de julio y el 8 de agosto un mínimo de 150 mil firmas de apoyo a través de una plataforma en Internet, además de demostrar un mínimo de mil firmas de apoyo en 17 de las 32 entidades federativas del país. El 9 de agosto la coalición anunció que sólo cuatro aspirantes habían cumplido los requisitos establecidos. Al día siguiente se realizó un sondeo de opinión para seleccionar a los tres finalistas del proceso: el diputado federal Santiago Creel y las senadoras Xóchitl Gálvez y Beatriz Paredes.
Se tenía planeado realizar una votación el 4 de septiembre para seleccionar al candidato de la coalición, sin embargo, el 21 de agosto Santiago Creel declinó su candidatura, y el 31 de agosto Beatriz Paredes también desistió de su postulación después de que un segundo sondeo de opinión señalara que Xóchitl Gálvez contaba con la mayor intención de voto. Ante la declinación de los aspirantes, el 31 de agosto el comité organizador decidió cancelar la votación y declarar ganadora a Xóchitl Gálvez.
El martes 21 de noviembre, se registró ante el INE, la coalición denominada Fuerza y Corazón por México, derivado del trabajo del Frente Amplio por México.

### Movimiento Ciudadano
El partido notificó al Instituto Nacional Electoral, el 29 de septiembre de 2023, su método de selección de precandidatos y candidatos para el proceso electoral de 2024. La Comisión del partido determinó que el proceso interno iniciaría el 27 de octubre. El 12 de noviembre, Samuel García Sepúlveda, en ese momento gobernador de Nuevo León, la senadora con licencia Indira Kempis Martínez y otros seis ciudadanos se registraron como aspirantes presidenciales. Movimiento Ciudadano le negó el registro a Indira Kempis por considerar que había «calumniado» al partido. El 17 de noviembre, el partido dictaminó como improcedentes a siete aspiraciones y designó a Samuel García como precandidato único.
El 2 de diciembre, en medio de una crisis política, Samuel García decidió suspender su licencia y retirarse de la contienda presidencial. Posteriormente, el 9 de enero de 2024, Movimiento Ciudadano seleccionó a Jorge Álvarez Máynez como su candidato presidencial, y al día siguiente se hizo oficial su registro ante las autoridades electorales.

### Independientes
Para la elección presidencial se registraron 27 interesados en participar como candidatos independientes. De ellos, sólo nueve fueron aprobados por el Instituto Nacional Electoral, entre ellos el actor Eduardo Verástegui; el exgobernador de Oaxaca Ulises Ruiz Ortiz; y el fundador del extinto Partido Encuentro Social, Hugo Eric Flores Cervantes. Para validar su candidatura cada aspirante debió recaudar en 120 días el respaldo de al menos el 1 % del padrón electoral, equivalente a 960 mil firmas de apoyo. Adicionalmente esas firmas deben representar el 1 % del padrón electoral de al menos 17 de las 32 entidades federativas del país. El 6 de enero de 2024, tras concluir el periodo de recolección de firmas, ninguno de los aspirantes logró cumplir los requisitos para obtener una candidatura independiente. El aspirante que más firmas logró acumular fue Eduardo Verástegui, que cumplió con sólo el 14 % de los apoyos requeridos.

## Candidatos
| Partido o coalición | Fuerza y Corazón por México | Sigamos Haciendo Historia               | Movimiento Ciudadano        |
| ------------------- | --------------------------- | --------------------------------------- | --------------------------- |
| Partido o coalición |                             |                                         |                             |
| Candidatos          | Xóchitl Gálvez Ruiz         | Claudia Sheinbaum Pardo                 | Jorge Álvarez Máynez        |
| Lema                | Por un México sin miedo     | Honestidad, resultados y amor al pueblo | El nuevo México va en serio |

## Periodos de campaña
El calendario electoral 2024 del Instituto Nacional Electoral establece que las campañas políticas para presidente, senadores y diputados federales comienzan oficialmente el 1 de marzo. Todas deben concluir el 29 de mayo, tres días antes de las elecciones.

### Precampañas
Las precampañas electorales son etapas reguladas por el INE donde los partidos políticos y sus aspirantes buscan apoyo para las elecciones. Durante este tiempo, se realizan actividades como reuniones y propaganda para ganar la simpatía del electorado.
El Tribunal Electoral del Poder Judicial de la Federación emitió una sentencia el 12 de octubre que obligó al Consejo General del INE a modificar la fecha de inicio de las precampañas electorales. Originalmente, el INE había fijado el 5 de noviembre como fecha de inicio, pero la sentencia del Tribunal estableció que las precampañas debían comenzar en la tercera semana de noviembre, conforme a lo establecido por la ley. En consecuencia, las precampañas iniciaron el 20 de noviembre de 2023, quince días después de lo previsto por el INE, y concluyeron el 18 de enero de 2024, tras un periodo de 60 días. El INE estableció un límite máximo para los gastos que pueden realizar los partidos políticos durante las precampañas electorales, que fue de 85.9 millones de pesos, lo que representa un incremento de 15.7 millones de pesos en comparación con el límite establecido en 2018, que fue de 67.2 millones de pesos.

### Intercampañas
Se estableció un periodo de intercampaña que abarcó desde el 19 de enero al 29 de febrero de 2024.

### Campañas
Las campañas electorales dieron inicio el primer minuto del viernes 1 de marzo de 2024 y concluyeron el 29 de mayo de 2024. Para las elecciones presidenciales de 2024 en México, el INE estableció un límite de gastos de campaña de 660.9 millones de pesos por candidato, lo que representa un aumento significativo en comparación con el límite de 429.6 millones de pesos establecido en las elecciones de 2018.

## Debates
En cumplimiento con la legislación electoral, que establece la participación obligatoria de los candidatos el INE y los Órganos Electorales Locales definieron los debates programados para esta elección.

### Presidenciales
|                                     |                                          |                                              |   |   |   |
| 20:00 horas del domingo 7 de abril  | Sede del Instituto Nacional Electoral    | Denise Maerker y Manuel López San Martín     | P | P | P |
| 20:00 horas del domingo 28 de abril | Estudios Churubusco                      | Adriana Pérez Cañedo y Alejandro Cacho       | P | P | P |
| 20:00 horas del domingo 19 de mayo  | Centro Cultural Universitario Tlatelolco | Luisa Cantú, Elena Arcila y Javier Solórzano | P | P | P |

## Encuestas y sondeos

### Elección presidencial

#### Agregadores de encuestas
| Fuente de agregador | Fecha de encuestas       | Fecha de publicación |               |                    |                    | Diferencia |      |      |      |      |
| Fuente de agregador | Fecha de encuestas       | Fecha de publicación | Sheinbaum SHH | Gálvez FCM         | Máynez MC          | Diferencia |      |      |      |      |
| ------------------- | ------------------------ | -------------------- | ------------- | ------------------ | ------------------ | ---------- | ---- | ---- | ---- | ---- |
| Fuente de agregador | Fecha de encuestas       | Fecha de publicación | Oraculus      | hasta mayo de 2024 | 29 de mayo de 2024 | Diferencia | 53 % | 36 % | 11 % | 17 % |
| CEDE                | hasta 28 de mayo de 2024 | 29 de mayo de 2024   | 56 %          | 33.3 %             | 10.7 %             | 22.7 %     |      |      |      |      |
| Polls.mx            | hasta 29 de mayo de 2024 | 29 de mayo de 2024   | 55 %          | 31 %               | 13 %               | 24 %       |      |      |      |      |
| Bloomberg           | hasta 28 de mayo de 2024 | 29 de mayo de 2024   | 55.3 %        | 34 %               | 10.7 %             | 21.3 %     |      |      |      |      |
| Expansión Política  | hasta 28 de mayo de 2024 | 29 de mayo de 2024   | 53.16 %       | 33.76 %            | 10.36 %            | 19.4 %     |      |      |      |      |
| Promedio            | Promedio                 | Promedio             | 54.5 %        | 33.6 %             | 11.2 %             | 20.9 %     |      |      |      |      |

## Resultados
El libro quinto de la ley general de instituciones y procedimientos electorales, es la sección de la máxima norma electoral que establece los mecanismos para la divulgación y oficialización de los resultados electorales. El INE estructura para ello tres procesos, dos de manera informativa para dotar de certeza a la jornada electoral y uno de oficialidad de resultados.
- Programa de Resultados Electorales Preliminares (PREP): Es un sistema de conteo progresivo de las actas de la elección, el documento que contiene el conteo de los votos realizado por los funcionarios ciudadanos en cada una de las 170 292 casillas instaladas. Esto se hace a través de la captura digitalizada del acta de conteo y el registro de los datos de la misma en el sistema en línea; esto una vez que son entregados los paquetes electorales (que contienen todo el material y documentación usado) en cada una de las 300 oficinas distritales del INE en todo el país. El PREP tiene fines estrictamente informativos, y no representan el resultado oficial, ni final de la elección. Este solo puede iniciar su divulgación a partir de las 20:00 horas del centro de México.

- Conteo rápido: Es un proceso estadístico, normado por criterios científicos, que consiste en la selección aleatoria de una muestra representativa de los votos emitidos en todo el país. Esto para realizar un cálculo pormenorizado, que resulte en los márgenes más cercanos al límite inferior (el porcentaje más bajo posible) y el límite superior (el porcentaje más alto posible) de los porcentajes de participación ciudadana y de votos recibidos por cada candidato. Este método permite delinear el resultado definitivo de la elección, aunque la propia ley reserva la emisión del mismo, si los márgenes entre los dos primeros lugares son muy estrechos, como ocurrió en la elección presidencial de 2006.

- Computos distritales: Es el registro manual de las actas y certificación de cada uno de los paquetes electorales en las 300 oficinas distritales del país. Los consejos integrados por ciudadanos y representantes de los partidos son los que participan de ello. En este proceso, y siempre de conformidad con la ley, pueden reabrirse los paquetes y realizar un recuento de votos. Este procedimiento es el jurídicamente oficial para el INE, y el último con participación del organismo, siendo el que determina el resultado final de la elección, después de lo cual se emite la constancia de mayoría que declara ganador de la elección a la candidatura con más votos. Aquí cesa la participación del órgano electoral, pues la calificación, declaratoria de validez de los resultados (que no suelen variar demasiado al cómputo distrital) y proclamación de "presidente electo" son facultades exclusivas del Tribunal Electoral del Poder Judicial de la Federación.

### Presidente de la República
|  | 45.52 % |

|  | 59.76 % |

|  | 7.78 % |

|  | 6.46 % |

|  | 16.04 % |

|  | 27.45 % |

|  | 9.54 % |

|  | 1.86 % |

|  | 10.32 % |

|  | 97.53 % |

|  | 0.14 % |

|  | 2.33 % |

|  | 100 % |

|  | 61.05 % |

#### Por estado
| Estados                                              | Sheinbaum Pardo | Sheinbaum Pardo | Gálvez Ruiz | Gálvez Ruiz | Álvarez Máynez | Álvarez Máynez | No registrados | No registrados | Nulos     | Nulos  | Total      | Participación |        |   |       |   |
| Estados                                              | Votos           | %               | Votos       | %           | Votos          | %              | Votos          | %              | Nulos     | Nulos  | Total      | Participación | Votos  | % | Votos | % |
| ---------------------------------------------------- | --------------- | --------------- | ----------- | ----------- | -------------- | -------------- | -------------- | -------------- | --------- | ------ | ---------- | ------------- | ------ | - | ----- | - |
| Estados                                              | Aguascalientes  | 284,706         | 42.73%      | 306,262     | 45.97%         | 59,498         | 8.93%          | 1,571          | 0.24%     | 14,205 | 2.13%      | 666,242       | 60.56% |   |       |   |
| Baja California                                      | 1,039,973       | 66.65%          | 330,657     | 21.19%      | 155,262        | 9.95%          | 2,929          | 0.19%          | 31,512    | 2.02%  | 1,560,333  | 48.72%        |        |   |       |   |
| Baja California Sur                                  | 201,126         | 59.14%          | 101,136     | 29.74%      | 29,825         | 8.77%          | 463            | 0.14%          | 7,539     | 2.22%  | 340,089    | 55.37%        |        |   |       |   |
| Campeche                                             | 275,315         | 61.30%          | 69,546      | 15.48%      | 94,280         | 20.99%         | 432            | 0.10%          | 9,570     | 2.13%  | 449,143    | 64.61%        |        |   |       |   |
| Coahuila                                             | 853,437         | 53.72%          | 617,208     | 38.85%      | 85,857         | 5.40%          | 1,203          | 0.08%          | 31,004    | 1.95%  | 1,588,709  | 65.79%        |        |   |       |   |
| Colima                                               | 188,093         | 54.41%          | 103,580     | 29.96%      | 46,092         | 13.33%         | 698            | 0.20%          | 7,247     | 2.10%  | 345,710    | 59.01%        |        |   |       |   |
| Chiapas                                              | 1,769,444       | 71.55%          | 412,846     | 16.69%      | 183,101        | 7.40%          | 2,269          | 0.09%          | 105,298   | 4.26%  | 2,472,958  | 62.63%        |        |   |       |   |
| Chihuahua                                            | 885,869         | 53.86%          | 559,690     | 34.03%      | 157,077        | 9.55%          | 2,280          | 0.14%          | 39,737    | 2.42%  | 1,644,653  | 53.22%        |        |   |       |   |
| Ciudad de México                                     | 3,095,413       | 55.20%          | 1,937,152   | 34.55%      | 467,960        | 8.35%          | 9,723          | 0.17%          | 97,303    | 1.74%  | 5,607,551  | 70.35%        |        |   |       |   |
| Durango                                              | 455,237         | 58.45%          | 250,283     | 32.13%      | 56,129         | 7.21%          | 698            | 0.09%          | 16,563    | 2.13%  | 778,910    | 55.55%        |        |   |       |   |
| Guanajuato                                           | 1,302,706       | 47.22%          | 1,103,326   | 39.99%      | 291,379        | 10.56%         | 4,613          | 0.17%          | 57,068    | 2.07%  | 2,759,092  | 56.96%        |        |   |       |   |
| Guerrero                                             | 1,110,844       | 71.66%          | 291,130     | 18.78%      | 98,827         | 6.38%          | 1,430          | 0.09%          | 47,869    | 3.09%  | 1,550,100  | 58.45%        |        |   |       |   |
| Hidalgo                                              | 1,043,873       | 67.44%          | 307,056     | 19.84%      | 159,899        | 10.33%         | 1,586          | 0.10%          | 35,547    | 2.30%  | 1,547,961  | 64.72%        |        |   |       |   |
| Jalisco                                              | 1,720,921       | 44.44%          | 1,384,825   | 35.76%      | 670,462        | 17.31%         | 8,652          | 0.22%          | 87,479    | 2.26%  | 3,872,339  | 58.29%        |        |   |       |   |
| Estado de México                                     | 5,125,040       | 60.60%          | 2,241,267   | 26.50%      | 905,529        | 10.71%         | 10,882         | 0.13%          | 174,459   | 2.06%  | 8,457,177  | 64.82%        |        |   |       |   |
| Michoacán                                            | 1,140,630       | 55.07%          | 607,301     | 29.32%      | 250,391        | 12.09%         | 3,808          | 0.18%          | 69,044    | 3.33%  | 2,071,174  | 55.83%        |        |   |       |   |
| Morelos                                              | 631,526         | 63.80%          | 211,169     | 21.34%      | 126,294        | 12.76%         | 1,075          | 0.11%          | 19,713    | 2.00%  | 989,777    | 63.68%        |        |   |       |   |
| Nayarit                                              | 342,762         | 63.27%          | 109,487     | 20.21%      | 74,621         | 13.77%         | 711            | 0.13%          | 14,134    | 2.61%  | 541,715    | 56.81%        |        |   |       |   |
| Nuevo León                                           | 1,159,159       | 45.21%          | 888,064     | 34.64%      | 463,002        | 18.06%         | 3,398          | 0.13%          | 50,253    | 1.96%  | 2,563,876  | 57.26%        |        |   |       |   |
| Oaxaca                                               | 1,441,211       | 76.37%          | 271,981     | 14.41%      | 124,621        | 6.60%          | 1,633          | 0.09%          | 47,631    | 2.52%  | 1,887,077  | 60.47%        |        |   |       |   |
| Puebla                                               | 2,146,741       | 65.19%          | 716,148     | 21.75%      | 332,071        | 10.08%         | 4,102          | 0.12%          | 93,890    | 2.85%  | 3,292,952  | 65.96%        |        |   |       |   |
| Querétaro                                            | 622,335         | 51.08%          | 449,501     | 36.89%      | 116,117        | 9.53%          | 2,957          | 0.24%          | 27,548    | 2.26%  | 1,218,458  | 63.99%        |        |   |       |   |
| Quintana Roo                                         | 605,361         | 73.17%          | 138,992     | 16.80%      | 63,890         | 7.72%          | 1,339          | 0.16%          | 17,703    | 2.14%  | 827,285    | 56.56%        |        |   |       |   |
| San Luis Potosí                                      | 826,746         | 60.51%          | 347,948     | 25.47%      | 146,802        | 10.75%         | 2,020          | 0.15%          | 42,682    | 3.12%  | 1,366,198  | 62.35%        |        |   |       |   |
| Sinaloa                                              | 872,249         | 65.59%          | 326,368     | 24.54%      | 103,193        | 7.76%          | 1,128          | 0.08%          | 26,868    | 2.02%  | 1,329,806  | 56.24%        |        |   |       |   |
| Sonora                                               | 750,219         | 63.92%          | 290,917     | 24.79%      | 107,759        | 9.18%          | 1,423          | 0.12%          | 23,401    | 1.99%  | 1,173,719  | 51.12%        |        |   |       |   |
| Tabasco                                              | 897,143         | 80.53%          | 124,037     | 11.13%      | 66,018         | 5.93%          | 1,107          | 0.10%          | 25,696    | 2.31%  | 1,114,001  | 61.43%        |        |   |       |   |
| Tamaulipas                                           | 1,013,715       | 62.33%          | 427,228     | 26.27%      | 152,528        | 9.38%          | 1,865          | 0.11%          | 30,965    | 1.90%  | 1,626,301  | 56.98%        |        |   |       |   |
| Tlaxcala                                             | 512,774         | 69.20%          | 109,112     | 14.73%      | 103,236        | 13.93%         | 800            | 0.11%          | 15,038    | 2.03%  | 740,960    | 71.05%        |        |   |       |   |
| Veracruz                                             | 2,441,410       | 66.45%          | 846,842     | 23.05%      | 294,613        | 8.02%          | 3,769          | 0.10%          | 87,363    | 2.38%  | 3,673,997  | 60.33%        |        |   |       |   |
| Yucatán                                              | 779,851         | 60.69%          | 390,645     | 30.40%      | 88,001         | 6.85%          | 1,177          | 0.09%          | 25,301    | 1.97%  | 1,284,975  | 72.67%        |        |   |       |   |
| Zacatecas                                            | 388,690         | 50.35%          | 230,993     | 29.92%      | 130,376        | 16.89%         | 1,373          | 0.18%          | 20,514    | 2.66%  | 771,946    | 60.77%        |        |   |       |   |
| Total                                                | 35,924,519      | 59.76%          | 16,502,697  | 27.45%      | 6,204,710      | 10.32%         | 83,114         | 0.14%          | 1,400,144 | 2.33%  | 60,115,184 | 61.05%        |        |   |       |   |
| Fuente: Computos 2024 - Instituto Nacional Electoral |                 |                 |             |             |                |                |                |                |           |        |            |               |        |   |       |   |

### Senado de la República
|  | 40.81 % |

|  | 12.67 % |

|  | 5.36 % |

|  | 2.05 % |

|  | 8.93 % |

|  | 3.87 % |

|  | 36.59 % |

|  | 55.09 % |

|  | 55.18 % |

|  | 16.84 % |

|  | 1.93 % |

|  | 10.88 % |

|  | 0.53 % |

|  | 2.27 % |

|  | 0.13 % |

|  | 27.35 % |

|  | 30 % |

|  | 29.95 % |

|  | 10.88 % |

|  | 10.88 % |

|  | 0.08 % |

|  | 0.08 % |

|  | 96.05 % |

|  | 96.08 % |

|  | 3.95 % |

|  | 3.92 % |

|  | 100.00 % |

|  | 100.00 % |

|  | 60.96 % |

|  | 60.33 % |

### Cámara de Diputados
|  |  |  |  |  |  |  |  |  |  |  |

## Reacciones

### Nacionales

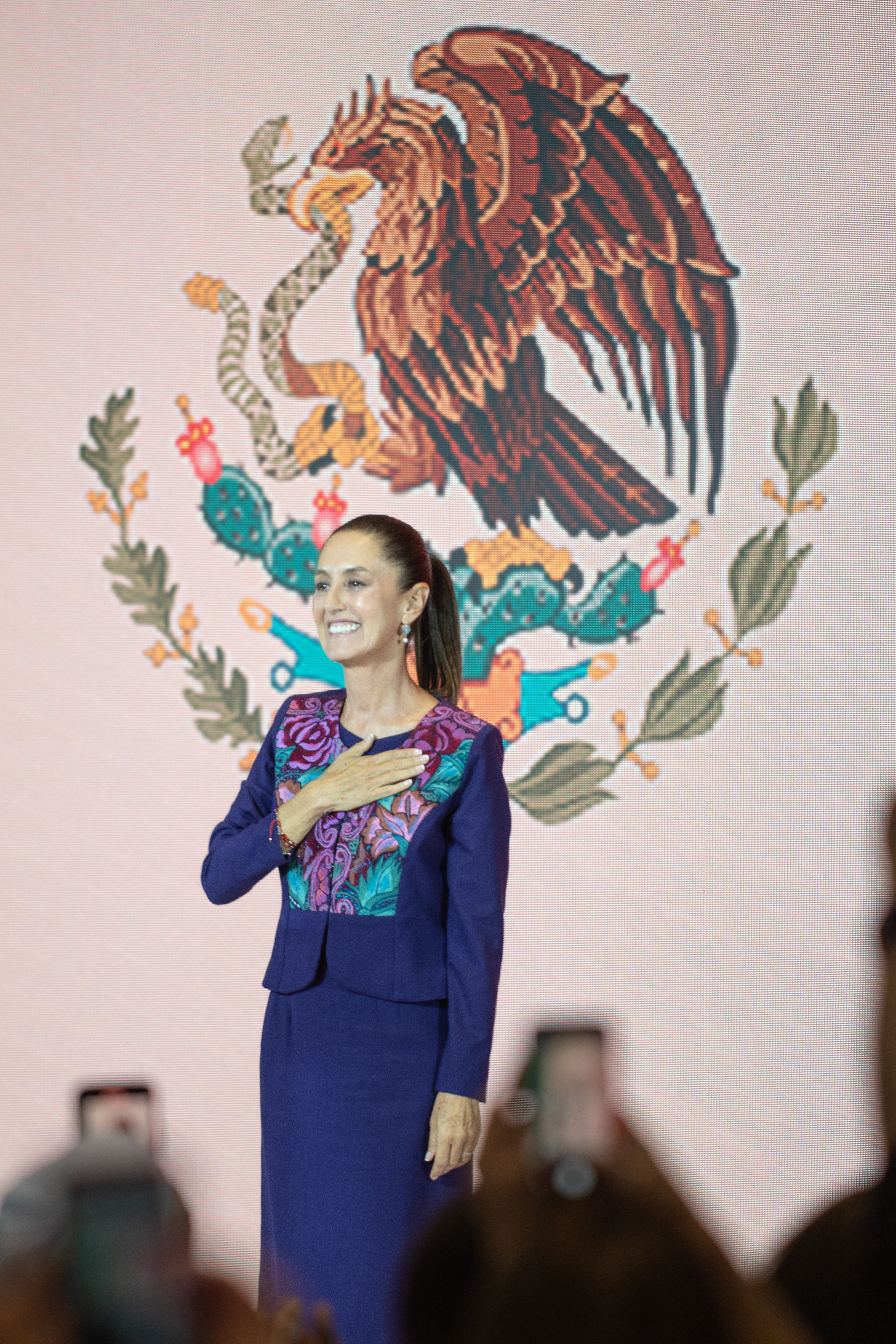
Claudia Sheinbaum durante su discurso de victoria, 2 de junio.

Cuando se dieron a conocer los resultados de las elecciones, partidarios de Claudia Sheinbaum se reunieron en el Zócalo de la Ciudad de México para celebrar su victoria. En reacción al resultado, la presidenta electa dijo en un tuit que no defraudaría al electorado. El presidente Andrés Manuel López Obrador describió la victoria de Sheinbaum como «histórica» y reiteró su compromiso de no interferir en su administración entrante. El expresidente Enrique Peña Nieto felicitó a Sheinbaum mediante una llamada telefónica tras ganar las elecciones presidenciales.

### Internacionales
Países
- Argentina: La Cancillería felicitó a Sheinbaum, afirmando que «renueva su disposición de continuar desarrollando la agenda de trabajo bilateral».[62]
- Australia: El Gobierno de Australia felicitó a Sheinbaum por su victoria.[63]
- Alemania: El canciller Olaf Scholz felicitó a Sheinbaum y expresó su deseo de profundizar la cooperación entre Alemania y México.[64]
- Arabia Saudita: El primer ministro Mohamed bin Salmán felicitó a Sheinbaum por su victoria.[65]
- Bangladés: La primera ministra Sheikh Hasina felicitó a Claudia Sheinbaum y acordó fortalecer aún más las relaciones bilaterales existentes con el país latinoamericano.[66]
- Bélgica: El primer ministro Alexander De Croo felicitó a Sheinbaum por su victoria.[67]
- Belice: El primer ministro Johnny Briceño felicitó a Sheinbaum por convertirse en la primera mujer presidenta en la historia de México.[68]
- Bolivia: El presidente Luis Arce felicitó a Sheinbaum y calificó su victoria de «contundente».[69]
- Brasil: El presidente Luiz Inácio Lula da Silva felicitó a Sheinbaum, calificándolo de «una victoria de la democracia, y también de mi gran colega AMLO, que hizo un gobierno extraordinario».[70]
- Bulgaria: El presidente Rumen Radev felicitó a Sheinbaum y la invitó a visitar el país.[71][72]
- Catar: El emir Tamim bin Hamad Al Than felicitó a Sheinbaum por su victoria.[73]
- Canadá: El primer ministro Justin Trudeau saludó la elección de Sheinbaum en un tuit, citando la intención de mantener y fortalecer las relaciones entre Canadá y México.[74]
- Chile: El presidente Gabriel Boric felicitó a Sheinbaum luego de convertirse en la primera mujer y persona de origen judío que gobernará México, diciendo que «su liderazgo y su programa de progreso social inspiran a la región y continúan uniéndonos como países hermanos».[75]
- China: El presidente Xi Jinping felicitó a Sheinbaum por su victoria y dijo que está dispuesto a «fortalecer la comunicación estratégica con el presidente electo para llevar las relaciones bilaterales a un nuevo nivel y aportar más beneficios a las dos naciones».[76] La portavoz del Ministerio de Relaciones Exteriores de China, Mao Ning, la felicitó por su triunfo en las elecciones presidenciales en un mensaje en el que destacó el estado de las relaciones.[77]
- Colombia: El presidente Gustavo Petro y la vicepresidenta Francia Márquez enviaron sus felicitaciones a Sheinbaum; y Petro afirmó que su elección fue «una victoria para el pueblo mexicano y su democracia».[78]
- Costa Rica: El presidente Rodrigo Chaves felicitó a Sheinbaum por su victoria y le envió sus mejores deseos en su futura gestión.[64]
- Cuba: El presidente Miguel Díaz-Canel felicitó a Sheinbaum y ofreció su apoyo «para seguir fortaleciendo la estrecha hermandad que une a nuestros pueblos».[68]
- Ecuador: La Cancillería felicitó al pueblo mexicano por la celebración de elecciones democráticas.[79]
- Emiratos Árabes Unidos: El presidente Mohamed bin Zayed Al Nahayan, mandó un mensaje de felicitación a Sheinbaum.[67]
- Eslovenia: La presidenta Nataša Pirc Musar felicitó a Sheinbaum por su victoria esperando fortalecer las relaciones bilaterales entre Eslovenia y México y trabajar juntos por un futuro mejor para las mujeres y las niñas en todo el mundo.[80]
- El Salvador: El presidente Nayib Bukele felicitó a Sheinbaum y se comprometió a «seguir trabajando por el desarrollo inclusivo de nuestra región» a través de una convocatoria.[64]
- España: El presidente Pedro Sánchez felicitó a Sheinbaum por su victoria como primera mujer presidenta de México.[81]
- Estados Unidos: El presidente Joe Biden felicitó a Sheinbaum, calificándola de «victoria histórica» y elogiando al pueblo mexicano por llevar a cabo unas elecciones exitosas en todos los niveles.[82]
- Finlandia: El Ministerio de Asuntos Exteriores felicitó a la Claudia Sheinbaum por ser elegida como la primera mujer presidenta de México.[83]
- Francia: El presidente Emmanuel Macron felicitó a Sheinbaum y acordó «trabajar estrechamente en los grandes desafíos globales», especialmente el cambio climático y la pérdida de biodiversidad, y también «seguir actuando a favor de los derechos de las mujeres».[84]
- Georgia: La presidenta Salomé Zurabishvili felicitó a Sheinbaum por su histórica elección como la primera mujer presidenta de México, y que en estos tiempos turbulentos, es inspirador ver a otra mujer líder.[85]
- Guatemala: El presidente Bernardo Arévalo llamó personalmente a Sheinbaum para felicitarla por su victoria y discutir con él futuras colaboraciones entre ambos afirmando que tiene un «aliado que está listo para trabajar junto» con ella.[78]
- Honduras: La presidenta Xiomara Castro envió sus felicitaciones a Sheinbaum en su cuenta de X.[86]
- India: El primer ministro Narendra Modi felicitó a Claudia Sheinbaum.[87]
- Indonesia: El presidente electo Prabowo Subianto felicitó a Claudia Sheinbaum.[88]
- Italia: El presidente Sergio Mattarella felicitó a Sheinbaum por su victoria.[67]
- Irán: El portavoz del Ministerio de Asuntos Exteriores Nasser Kanaani felicitó a Claudia Sheinbaum como Presidenta electa y al pueblo de México por su victoria y también por la exitosa celebración de las elecciones generales en su país.[89]
- Irlanda: El presidente Michael D. Higgins felicitó a Sheinbaum por su victoria.[90]
- Jamaica: El primer ministro Andrew Holness felicitó a Sheinbaum por su victoria.[67]
- Kuwait: El primer ministro Ahmad Al-Abdullah Al-Sabah felicitó a Claudia Sheinbaum.[91]
- Japón: El primer ministro Fumio Kishida felicitó a Sheinbaum y expresó su deseo de trabajar con México como Socio Estratégico Global para desarrollar aún más las tradicionales y sólidas relaciones bilaterales.[92]
- Letonia: El presidente Edgars Rinkēvičs felicitó a Sheinbaum por su victoria.[93]
- Lituania: El presidente Gitanas Nausėda felicitó a Sheinbaum por su victoria.[94]
- Macedonia del Norte: La presidenta Gordana Silianovska-Davkova felicitó a Sheinbaum por su victoria.[95]
- Marruecos: El rey Mohamed VI envió un mensaje de felicitación a Claudia Sheinbaum, con motivo de su elección a la Presidencia de los Estados Unidos Mexicanos.[96]
- Nicaragua: El presidente Daniel Ortega y la vicepresidenta Rosario Murillo felicitaron a Sheinbaum por su «victoria histórica».[97]
- Nigeria: El presidente Bola Tinubu felicitó a Sheinbaum por su victoria.[98]
- Noruega: El Ministerio de Asuntos Exteriores felicitó a Sheinbaum por su victoria esperando fortalecer la cooperación de larga data con México.[99]
- Omán: El sultán Haitham bin Tariq Al Said felicitó a Sheinbaum por su victoria.[67]
- Países Bajos: El primer ministro saliente Mark Rutte felicitó a Claudia Sheinbaum por su victoria en las elecciones.[100]
- Pakistán: El presidente Asif Ali Zardari felicitó a Claudia Sheinbaum por su histórica elección como la primera mujer presidenta de México.[101]
- Paraguay: El presidente Santiago Peña felicitó a Sheinbaum y dijo que espera que sigan trabajando por el bienestar de su pueblo.[64]
- Perú: A través de un comunicado publicado por el Ministerio de Relaciones Exteriores en Twitter, Perú felicitó a la nueva presidenta de México, Claudia Sheinbaum, por haber ganado los comicios este domingo 2 de junio.[102]
- Portugal: El primer ministro Luís Montenegro felicitó a Sheinbaum por su victoria.[103]
- República Dominicana: El presidente Luis Abinader felicitó a Sheinbaum por su victoria.[104]
- República Checa: El primer ministro Petr Fiala felicitó a Sheinbaum por su victoria.[105]
- Rusia: El presidente Vladímir Putin felicitó a Sheinbaum por su victoria y destacó los vínculos amistosos entre Rusia y México, que calificó de «tradicionales».[106]
- Serbia: El primer ministro Miloš Vučević felicitó a Claudia Sheinbaum por su victoria.[107]
- Tanzania: La presidenta Samia Suluhu felicitó a Sheinbaum por su victoria.[67]
- Ucrania El presidente Volodímir Zelenski felicitó a Sheinbaum por su victoria y le deseó «muchos éxitos durante su mandato».[108]
- Uruguay: El presidente Luis Lacalle Pou felicitó a Sheinbaum y deseó vínculos más estrechos entre ambos países.[109]
- Venezuela: El presidente Nicolás Maduro felicitó a Sheinbaum, calificándolo de «victoria para la patria grande».[110]

Organizaciones
- Organización de las Naciones Unidas: El secretario general, António Guterres, felicitó a Sheinbaum y destacó la perspectiva de género.[64]
- Unión Europea: La presidenta de la Comisión Europea, Ursula von der Leyen, felicitó a Sheinbaum por su victoria y calificó su elección de «histórica» al tratarse de la primera mujer en presidir México y en su historia democrática.[111]
- FIFA: La Federación Internacional de Fútbol Asociación (FIFA), bajo el liderazgo de Gianni Infantino, ha expresado su entusiasmo y felicitaciones hacia Claudia Sheinbaum tras su victoria en las elecciones presidenciales de México.[112]